# Melomys paveli
Melomys paveli és una espècie de mamífer rosegador de la família dels múrids. Són rosegadors de petites dimensions, amb una llargada de cap a gropa de 123 a 126 mm, una cua de 128 a 138 mm i un pes de fins a 65 g. Es troba només a la costa meridional de l'illa de Seram, a Indonèsia. S'havia cregut que era una subespècie M. rufescens, però l'any 2005 Musser i Carleton van considerar-la una espècie. La Unió Internacional per la Conservació de la Natura, considerant la falta d'informació sobre l'àmbit de distribució, classifica M. paveli com a espècie amb "dades insuficients" (DD).